# Coralie Simmons
Coralie Denise Simmons (* 1. März 1977 in Hemet, Kalifornien) ist eine ehemalige Wasserballspielerin aus den Vereinigten Staaten. Sie gewann bei Olympischen Spielen und bei Panamerikanischen Spielen je eine Silbermedaille.

## Sportliche Karriere
Coralie Simmons studierte an der University of California, Los Angeles (UCLA), mit dem Sportteam ihrer Universität wurde sie 2001 Meisterin der National Collegiate Athletic Association.
Mit der Nationalmannschaft unterlag sie bei der Weltmeisterschaft 1998 in Perth im Viertelfinale den Niederländerinnen mit 5:9. In den Platzierungsspielen verloren die Amerikanerinnen zweimal und belegten in der Gesamtwertung den achten Rang. 1999 fand erstmals bei Panamerikanischen Spielen ein Wasserballturnier für Frauen statt. Nach der Vorrunde lag das US-Team auf dem dritten Platz, besiegte aber im Halbfinale die Brasilianerinnen. Im Finale gewann die Mannschaft aus Kanada mit 8:6. Bei den Olympischen Spielen 2000 in Sydney stand auch erstmals ein Wasserballturnier für Frauen auf dem Programm. Die 1,72 m große Simmons wurde in allen sieben Spielen der Mannschaft eingesetzt und erzielte neun Tore. Im Halbfinale besiegte das US-Team die Niederländerinnen mit 6:5, wobei Simmons zwei Treffer beisteuerte. Im Finale unterlagen die Amerikanerinnen den Australierinnen mit 3:4. 2001 bei der Weltmeisterschaft in Fukuoka gewann das US-Team seine Vorrundengruppe und besiegte im Viertelfinale die Griechinnen. Nach einer 6:8-Halbfinalniederlage gegen die Italienerinnen verlor das US-Team im Spiel um den dritten Platz gegen die kanadische Auswahl.
Simmons graduierte 2001 in Geographie und Umwelt. Sie spielte insgesamt vier Jahre als Profi in Griechenland und gewann drei griechische Meistertitel. Danach begann sie als Assistenztrainerin in Hawaii und an der UCLA. Bis 2016 war sie neun Jahre Cheftrainerin an der Sonoma State University, bevor sie Cheftrainerin an der University of California, Berkeley wurde. Daneben arbeitete sie als Trainerin im Stab der Nationalmannschaft. 2015 betreute sie die Juniorennationalmannschaft beim Gewinn der Juniorenweltmeisterschaft.